# Willy Kaiser-Heyl
Willy Kaiser-Heyl (4 de agosto de 1876 – 2 de dezembro de 1953) foi um ator de cinema alemão. Ele atuou em 92 filmes mudos entre 1919 e 1952.

## Filmografia selecionada
- 1916: Der Thug
- 1918: Die Börsenkönigin
- 1918: Die Fürstin von Beranien
- 1919: Das Buch Esther
- 1919: Madame Du Barry[2]
- 1943: Zirkus Renz
- 1944: Solistin Anna Alt
- 1949: Die blauen Schwerter
- 1952: Schatten über den Inseln
- 1952: Karriere in Paris